# 一汽解放MV3
一汽解放MV3（英語：FAW MV3，又名“一汽解放勝虎”，簡稱“MV3”），是一款由一汽集團研發與生產的第三代軍用戰術運輸卡車。 自2011年以来，MV3成為了中国人民解放军广泛使用的标准化军用卡车。其車體有两种配置，4x4和更常见的6x6。该卡车具有越野机动性，还提供单驾驶室或双驾驶室选项。 
一汽解放MV3的研发于2011年完成，并在2011年与其他三个国有军用车辆制造公司的竞争中赢得了陸軍的競標。所以，MV3将是下一代通用运输/货运卡车，逐步取代取代东风EQ240/EQ2081和东风EQ245 / EQ2100。

## 設計
一汽解放MV3的动力系统全部由国产设备组成。其中，6X6版本的发动机是一汽锡柴直列六缸柴油机。排量8.6L，最大功率350马力，最大扭矩1500牛米。变速箱采用了一汽的AMT变速箱，这也是中國人民解放軍在通用型军车上第一次大规模采用自动挡设计。而变速箱的电子控制单元，则由中航工业旗下公司提供。

## 改型
CTM-131双驾驶室的6x6底盤配置。 5吨有效载荷能力。
CTM-132单驾驶室的6x6底盤配置。 5吨有效载荷能力。
CTM-133雙驾驶室的4x4底盤配置。 3.5吨有效载荷能力。
CTM-134單驾驶室的4x4底盤配置。 3.5吨有效载荷能力。
PCL-161可快速部署的122mm車載加榴炮改型，基於CTM-133底盤。
PHL-11模塊化多管火箭發射器，基於CTM-133底盤。
反坦克導彈發射車裝載2枚红旗-10的反坦克導彈發射車，基於CTM-133底盤。
反辐射无人机發射車裝載6联装JWS-01改型反辐射无人机，基於CTM-131底盤，由战区电子对抗旅装备。